# (24605) Tsykalyuk
(24605) Tsykalyuk est un astéroïde de la ceinture principale.

## Description
(24605) Tsykalyuk est un astéroïde de la ceinture principale. Il fut découvert le 8 novembre 1975 à Naoutchnyï par Nikolaï Tchernykh. Il présente une orbite caractérisée par un demi-grand axe de 2,76 UA, une excentricité de 0,18 et une inclinaison de 11,7° par rapport à l'écliptique.

## Compléments